# Albert Engströms Islandsfärd
Albert Engströms Islandsfärd är en svensk dokumentärfilm från 1911. Den skildrar en resa som Albert Engström och Thorild Wulff företog till Island.
Filmen premiärvisades 5 december 1911 på biografen Brunkebergs-Teatern i Stockholm,
där den ingick i ett kortfilmsprogram "med föreställningar i oafbruten följd".
Engström har skildrat Islandsfärden i reseskildringen Åt Häcklefjäll, utgiven 1913.